# Festival Internacional de Cine de Cannes de 1974
El 27° Festival de Cannes se desarrolló entre el 9 y el 24 de mayo de 1974.

## Jurado
- René Clair (France, presidente del jurado)
- Jean-Loup Dabadie (Francia)
- Kenne Fant (Suecia)
- Félix Labisse (Francia)
- Irwin Shaw (Estados Unidos)
- Michel Soutter (Suiza)
- Monica Vitti (Italia)
- Alexander Walker (Reino Unido)
- Rostislav Yurenev (Unión Soviética)

## Películas en competición
- Abu el-Banat de Moshé Mizrahi.
- Todos nos llamamos Alí de Rainer Werner Fassbinder.
- Les autres de Hugo Santiago.
- La cage aux ours de Marian Handwerker.
- La conversación de Francis Ford Coppola.
- Delitto d'amore de Luigi Comencini.
- El santo oficio de Arturo Ripstein.
- Garam Hawa de M. S. Sathyu.
- Himiko de Masahiro Shinoda.
- Las mil y una noches de Pier Paolo Pasolini.
- Il était une fois dans l'est de André Brassard.
- El último deber de Hal Ashby.
- Macskajáték de Károly Makk.
- Mahler de Ken Russell.
- Milarepa de Liliana Cavani.
- The Nickel Ride de Robert Mulligan.
- The Nine Lives of Fritz the Cat de Robert Taylor.
- Poslednata duma de Binka Zhelyazkova.
- La prima Angélica de Carlos Saura.
- Saat el Fahrir Dakkat, Barra ya Isti Mar de Heiny Srour.
- Sovsem propashchiy de Georgi Daneliya.
- Stavisky de Alain Resnais.
- Loca evasión de Steven Spielberg.
- Symptoms de José Ramón Larraz.
- Ladrones como nosotros de Robert Altman.
- Los violines del baile de Michel Drach.

## Películas fuera de competición
- 1789 de Ariane Mnouchkine.
- Amarcord de Federico Fellini.
- Birds Do It, Bees Do It de Nicolas Noxon, Irwin Rosten.
- Entreacto de René Clair.
- Henry Miller, Poète Maudit de Michèle Arnault.
- Lancelot du Lac de Robert Bresson.
- Le Trio Infernal de Francis Girod.
- Les grandes manoeuvres de René Clair.
- Once de Mort Heilig.
- Parade de Jacques Tati.
- Picasso, L'Homme et Son Oeuvre de Edward Quinn.
- S*P*Y*S de Irvin Kershner.
- The Homecoming de Peter Hall.
- Toda una vida de Claude Lelouch.

## Cortos en competición
- Akvarium de Zdenka Doitcheva.
- Another Saturday Night de Steven B. Poster and Mik Derks.
- Carnet trouvé chez les fourmis de Georges Senechal.
- Hunger de Peter Foldes.
- I stala sie swiatlosc de Jerzy Kalina.
- Jocselekedetek de Béla Vajda.
- Leonarduv denik de Jan Švankmajer.
- O sidarta de Michel Jakar.
- Ostrov de Fyodor Khitruk.

## Palmarés
- Palma de Oro: La conversación de Francis Ford Coppola.
- Gran Premio del Jurado: Las mil y una noches de Pier Paolo Pasolini.
- Premio al mejor actor:
  - Jack Nicholson por El último deber.
  - Charles Boyer por Stavisky.
- Premio a la mejor actriz: Marie-José Nat por Los violines del baile.
- Premio al mejor guion: Hal Barwood, Matthew Robbins y Steven Spielberg por Loca evasión.
- Gran Premio Técnico:  Mahler de Ken Russell.
- Palma de Oro al mejor cortometraje: Ostrov de Fyodor Khitruk.
- Premio del Jurado - Mejor película: La prima Angélica de Carlos Saura.
- Premio del Jurado - Mejor cortometraje: Hunger de Peter Foldes.
- Premio FIPRESCI:
  - En competición: Todos nos llamamos Alí de Rainer Werner Fassbinder.
  - En secciones paralelas: Lancelot du Lac de Robert Bresson (premio declinado).
- Premio del Jurado Ecuménico: Todos nos llamamos Alí de Rainer Werner Fassbinder.
- Premio del Jurado Ecuménico - Mención especial: La conversación de Francis Ford Coppola.